# Jackie Lewis

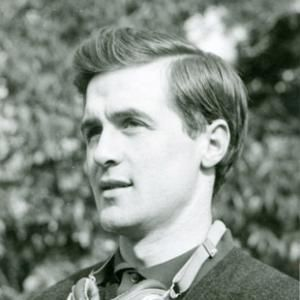
Jackie Lewis in 1961

Jack Lewis (Stroud, Gloucestershire, 1 november 1936) is een voormalig Welsh Formule 1-coureur. Hij reed in 1961 en 1962 10 Grands Prix voor de teams Cooper en BRM. Hij scoorde hierin 3 punten.